# 篠藤巧
篠藤 巧（しのとう たくみ、1979年7月23日 - ）は、愛媛県出身のサッカー審判員、元サッカー選手。群馬県サッカー協会所属。

## 来歴
大竹総合科学専門学校を経て2002年から2003年まで当時群馬県リーグおよび関東リーグ2部所属だったザスパ草津（現・ザスパクサツ群馬）に所属していた（ポジションはゴールキーパー、背番号は21番）。
草津を退団後審判員への道に進み、2008年1月1日付で1級審判員に認定。2010年には日本フットボールリーグ (JFL) 最優秀主審として表彰される。2011年にJリーグ担当主審に新規登録。
イエローカード、レッドカードを多く出す傾向があり、2011年にJFLで11試合主審を務めて警告67回、退場8回を記録。J2でも6試合を裁き、うち3試合で警告6回以上を記録した。
2013年5月26日のJFL第13節FC町田ゼルビア対佐川印刷SC戦では警告9回、退場1回 、6月1日のJ2第17節アビスパ福岡対ロアッソ熊本戦では警告9回、退場2回。6月1日の試合における篠藤主審の採点は週刊サッカーマガジンが3.0(平均6.0)、週刊サッカーダイジェストが3.5(平均5.5)となっている。
2015年より主にJ3リーグの主審、副審を担当した後、2018年以降はJ2・J3の副審を担当している。

## 決勝担当
| 開催年月日     | 大会                                               | 対戦カード | 対戦カード | 結果 | 会場                                     | 担当  |
| -------------- | -------------------------------------------------- | ---------- | ---------- | ---- | ---------------------------------------- | ----- |
| 2009年8月8日   | 平成21年度全国高等学校総合体育大会サッカー競技大会 | 前橋育英   | 米子北     | 2-0  | 奈良県立橿原公苑陸上競技場               | 第4審 |
| 2011年10月19日 | 第47回全国社会人サッカー選手権大会                 | SC相模原   | 東京23FC   | 0-1  | 浅中公園総合グラウンド 陸上競技場･球技場 | 第4審 |